# Ateisme marxista–leninista

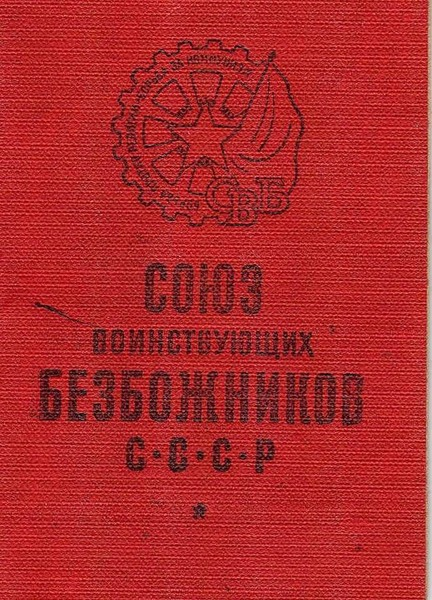
El fulletó de membres de la Lliga d'Ateus Militants a la Unió Soviètica

En la filosofia marxista, l'ateisme marxista-leninista (també anomenat ateisme científic marxista-leninista) és l'element irreligiós i anticlerical del marxisme-leninisme, la ideologia estatal oficial de la Unió Soviètica. Partint d'una comprensió dialèctica-materialista sobre el lloc de la humanitat a la Naturalesa, l'ateisme marxista-leninista proposa que la religió és l'opi del poble, destinada a promoure la acceptació passiva de la pobresa i explotació com a forma normal de la vida humana a la Terra, amb l'esperança d'una recompensa espiritual després de la mort; així, el marxisme-leninisme propugna l'ateisme, i no pas la creença religiosa.
Per donar suport a aquestes premisses ideològiques, l'ateisme marxista-leninista explica l'origen de la religió i explica mètodes per a la crítica científica de la religió. Les arrels filosòfiques de l'ateisme materialista es troben en les obres de Georg Wilhelm Friedrich Hegel (1770-1831) i de Ludwig Feuerbach (1804-1872), de Karl Marx (1818-1883) i de Vladimir Lenin (1870-1924). A més, a diferència del marxisme soviètic, altres varietats de la filosofia marxista no són antireligioses, com la teologia de l'alliberament desenvolupada pels marxistes llatinoamericans.

## Bases filosòfiques

### Ludwig Feuerbach

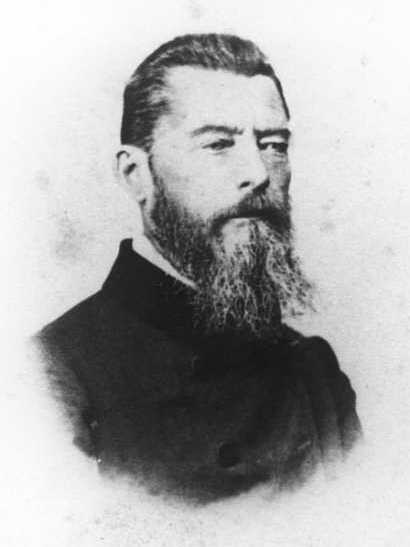
Ludwig Feuerbach va separar la filosofia de la religió per permetre als filòsofs la llibertat d'interpretar la realitat material de la Natura.

En la formació com a filòsof a principis del segle xix, Karl Marx va participar en debats sobre la filosofia de la religió, específicament sobre les interpretacions presentades en Hegelianisme. En aquests debats, els hegelians consideraven la filosofia una empresa intel·lectual al servei de les idees de la comprensió religiosa cristiana, que Georg Wilhelm Friedrich Hegel havia elaborat de manera racional en La Fenomenologia d'Esperit (1807). Encara que crític amb la religió contemporània, com a intel·lectual del segle xix, Hegel seguia l'ontologia i l'epistemologia del cristianisme, un interès personal compatible amb les explicacions teològiques cristianes sobre les qüestions d'ésser i d'existir, que va aclarir, sistematitzar i justificar en la seva filosofia.

Després de la seva mort el 1831, la filosofia d'Hegel va ser debatuda pels joves hegelians i els ateus materialistes -com Ludwig Feuerbach- que rebutjava tota filosofia religiosa com a forma de dirigir el món. Marx es va alinear amb els filòsofs materialistes. Feuerbach va separar la filosofia de la religió per concedir autonomia intel·lectual als filòsofs en les seves interpretacions de la realitat material; es va oposar a la filosofia d'esperit basada en la religió d'Hegel per atacar de manera crítica els conceptes bàsics de la teologia; i va redirigir la filosofia del cel a la Terra, als subjectes de la dignitat humana i el significat de la vida, de la moral i del propòsit de l'existència. Va arribar a la conclusió que la humanitat va crear deïtats com a reflex de l'ésser humà mateix. A L'Essència de la Cristianitat (1841), sobre la separació entre l'home i Déu, Feuerbach va dir: 
 . .. Però la idea de la deïtat coincideix amb la idea de la humanitat. Tots els atributs divins, tots els atributs que fan Déu Déu, són atributs de l'espècie [humana] que en l'individu [persona] són limitades, però els límits són abolits en l'essència de l'espècie i fins i tot en la seva existència, en la mesura que té la seva existència completa només en tots els homes reunits. 
 Com a filòsof modern, Feuerbach va dir que la religió exercia poder sobre la ment humana a través de "la promoció de la por de les forces místiques del Cel" i amb "un odi intens del Déu antic", va dir que els llocs de culte haurien de ser sistemàticament destruïts i les institucions religioses, erradicades. Experimentat en aquesta praxi de filosofia materialista, pensament i acció, Marx es va convertir en un filòsof radical.

### Karl Marx

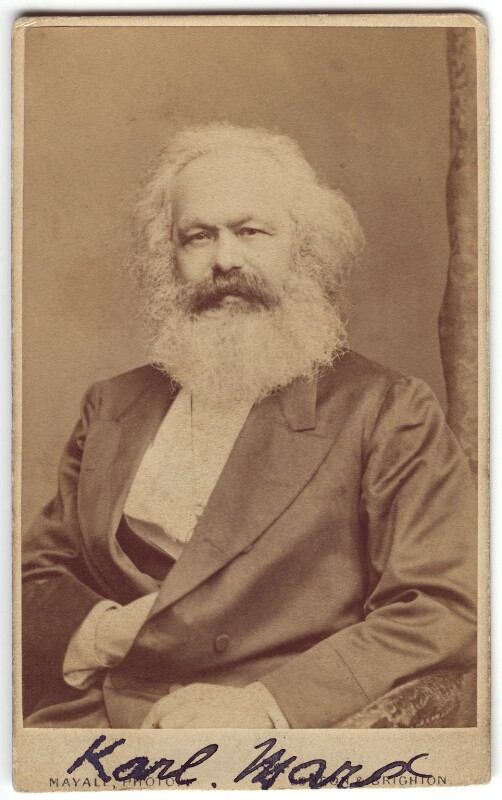
Karl Marx va sintetitzar la filosofia antireligiosa amb el materialisme dialèctic per demostrar que la religió és una construcció social utilitzada per al control social per part de la classe dirigent d'una societat.

Com a filòsof materialista, Marx va rebutjar la filosofia religiosa i les seves contribucions culturals perjudicials per al progrés humà i, en canvi, va acceptar l'autonomia humana de l'autoritat sobrenatural com una veritat axiomàtica sobre el món real de l'Europa industrial del segle xix. Afirmava que les esglésies havien inventat la religió per justificar l'explotació del treball que viuen els treballadors en una societat industrial estratificada socialment; per tant, la religió era una droga per escapar del món real. En Una Contribució a la Crítica de la Filosofia del Dret de Hegel, Marx va dir: 
 El sofriment religiós és, al mateix temps, l'expressió del sofriment real i una protesta contra el sofriment real. La religió és el sospir de la criatura oprimida, el cor d'un món sense cor, i l'ànima de les condicions sense ànima. [La religió] és l'opi del poble. 
 Aquesta filosofia ateista va alliberar els homes i les dones de suprimir el seu potencial innat com a éssers humans, i permetia a la gent entendre intel·lectualment que posseïen una agència humana i, per tant, que eren mestres de la seva realitat, perquè l'autoritat terrenal de les deïtats sobrenaturals no era real. Marx s'oposava a la funció religiosa de la atomització social -anomia i alienació- de dividir psicològicament els éssers humans, com a homes i dones individuals, i entre ells, com a comunitat. Per tant, l'autoritat de la ideologia religiosa havia de ser eliminada de l'àmbit públic, de la llei, els costums i les tradicions amb què els homes governen la societat. En Sobre la Qüestió Jueva, Marx va dir: 
 La descomposició de l'home en jueu i ciutadà, protestant i ciutadà, religiós i ciutadà, no és ni un engany contra la ciutadania, ni una elusió de l'emancipació política, sinó l'emancipació política, el mètode polític d'emancipar-se de la religió. Per descomptat, en els períodes en què l'estat polític, com a tal, neix violentament de la societat civil, quan l'alliberament polític és la forma en què els homes s'esforcen per aconseguir el seu alliberament, l'estat pot i ha d'arribar fins a l'abolició de la religió, la destrucció de la religió. Però només ho pot fer de la mateixa manera que procedeix a l'abolició de la propietat privada, al màxim, a la confiscació, a la tributació progressiva, tal com passa fins a l'abolició de la vida, la guillotina.
 

En moments d'autoconfiança especial, la vida política pretén suprimir el seu requisit previ, la societat civil i els elements que componen aquesta societat i constituir-se com a veritable espècie de vida de l'home, sense contradiccions. Però això només s'aconsegueix en contradicció violenta amb les seves pròpies condicions de vida, només declarant que la revolució és permanent i, per tant, el drama polític necessàriament acaba amb el restabliment de la religió, la propietat privada i tot elements de la societat civil, igual que la guerra acaba amb la pau. 
 Per tant, la religió va ser el producte de condicions materials objectives i que els sistemes econòmics, com el capitalisme, van afectar les condicions materials de la societat. Que mitjançant l'abolició de sistemes de desigualtat de classe social i d'economia política, l'estat i la religió s'allunyarien a conseqüència de l'establiment d'una societat comunista, que no presentava aparells de l'estat anterior ni el sistema de classes socials. En Una Contribució a la Crítica de la Filosofia de Dret d'Hegel (1843), Marx va dir: 
 L'abolició de la religió, com la felicitat il·lusòria del poble, és la demanda de la seva veritable felicitat. Demanar que renunciïn a les seves il·lusions sobre la seva condició és demanar-los que renunciïn a una condició que requereix il·lusions. La crítica de la religió és, per tant, en l'embrió, la crítica a aquella vàlua de llàgrima de la qual la religió és l'halo. 
 D'aquesta manera, Marx va transformar la filosofia anti-religiosa de Feuerbach en una praxi política i en una base filosòfica de la seva ideologia. En els manuscrits de 1844, Marx va dir: "El comunisme comença des del principi (Owen) amb l'ateisme, però l'ateisme és, al principi, lluny de ser comunisme; de fet, que l'ateisme encara és majoritàriament una abstracció"; i va refinar l'ateisme de Feuerbach en una crítica considerada de les condicions materials (socioeconòmiques) responsables de la invenció de la religió. En les Tesis sobre Feuerbach, Marx va dir que va dir el següent sobre l'artifici social del sentiment religiós: 
 Feuerbach parteix del fet de l'autoalineació religiosa, de la duplicació del món en un món religiós i secular. El seu treball consisteix a resoldre el món religiós en la seva base secular. Però que les bases seglares s'allunyen de si mateixes, i [llavors] s'estableix com un regne independent als núvols només es pot explicar per les divisions i contradiccions pròpies d'aquesta base secular. Aquest últim ha de ser, per tant, en si mateix, entendre's en la seva contradicció i revolucionar-se en la pràctica. Així, per exemple, després de descobrir que la família terrenal és el secret de la família santa, el primer ha de ser llavors, en si, destruït en la teoria i en la pràctica. Feuerbach, per tant, no veu que el "sentiment religiós" sigui, per si mateix, un producte social, i que l'individu abstracte [persona] que analitza pertany a una forma particular de societat. 
 La filosofia humanista del materialisme dialèctic va proposar que la humanitat resultés naturalment de la interacció de forces materials (terra, vent i foc) en el món físic. Marx va identificar l'origen de la religió com un consol psicològic per a les classes treballadores explotades que vivien la realitat de l'esclavitud salarial de la societat industrial. Això, malgrat l'origen de classe treballadora de la religió, el clergat permetia a la classe dirigent controlar el sentiment religiós (la praxi de la religió), que atorga el control de tota la societat: la classe mitjana, la classe obrera i el proletariat, amb esclaus cristians esperant una vida gratificant després de la vida. A La Ideologia Alemanya, sobre la psicologia de la fe religiosa, Marx va dir: 
 És evident, a més, que "espectres", "vincles", [i] "l'ésser superior", "concepte" i "escrúpol" són merament l'expressió idealista, espiritual, la concepció, pel que sembla, de la persona aïllada, la imatge de traccions i limitacions molt empíriques, en què es mouen el mode de producció de la vida i la forma de relació [social] enllaçada amb ella. 
 La filosofia de l'ateisme marxista-leninista interpreta la degeneració social de la religió organitzada -des de l'adoració psicològica fins al control social- per justificar l'abolició revolucionària d'una religió estatal oficial i la seva substitució per l'ateisme; així, l'estat marxista-leninista no té religió oficial.

### Friedrich Engels

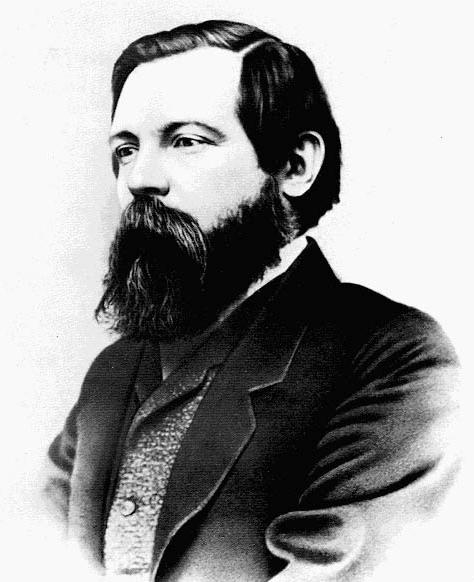
Friedrich Engels va identificar la religió com a necessitat d'una persona per a un reflex espiritual fantàstic del jo, per la qual tenir un cert control sobre la vida i la realitat.

En Ludwig Feuerbach i la Fi de la Ideologia Alemanya Clàssica (1846) i en l' Anti-Dühring (1878), Friedrich Engels va abordar els problemes socials contemporanis amb crítiques a la visió del món idealista, especialment les interpretacions religioses de la realitat material del món. Engels proposava que la religió és una fantasia sobre uns poders sobrenaturals que controlen i determinen la pobresa material de la Humanitat i deshumanitzen la misèria moral des dels inicis de la història de la humanitat; però que tal manca de control humà sobre l'existència humana acabaria amb l'abolició de la religió. Que a través del teisme, la necessitat d'un poble de creure en una deïtat, com a reflex espiritual del jo, la religió desapareixeria progressivament. A l'Anti-Dühring, Engels va dir:
 . . . i quan aquest acte s'ha complert, quan la societat, prenent possessió de tots els mitjans de producció i utilitzant-los de forma planificada, s'ha alliberat, i tots els seus membres, de l'esclavitud en què estan ocupats, per aquests mitjans de producció, que ells mateixos han produït, però que els confronten com una força aliena irresistible, quan, per tant, l'home ja no proposa sinó que també disposa, només llavors l'última força aliena, que encara es reflecteix en la religió, desaparèixerà; i amb ella també desapareixerà la reflexió religiosa, per la senzilla raó que llavors no quedarà res més que reflectir. 
 Engels considerava la religió com una falsa consciència incompatible amb la filosofia comunista i va instar els partits comunistes de la Primera Internacional a defensar la política ateu als seus països d'origen; i va recomanar l'educació científica com a mitjà per vèncer la mística i les supersticions de les persones que requerien una explicació religiosa del món real. A la llum del progrés científic de la Revolució Industrial, la filosofia especulativa de la teologia va quedar obsoleta per determinar un lloc per a cada persona de la societat. A l'Anti-Dühring, Engels va dir:
 La veritable unitat del món consisteix en la seva materialitat, i això es demostra, no per unes poques frases malabaristes, sinó per un llarg desenvolupament i desgast de la filosofia i la ciència natural. 
 Per avanços científics, el progrés socioeconòmic i cultural requeria que el materialisme esdevingués una ciència i no fos una filosofia a part de les ciències. A la secció "Negació d'una negació" de l'Anti-Dühring, Engels va dir: 
 Aquest materialisme modern, la negació de la negació, no és tan sols el restabliment de l'antic, sinó que afegeix als fonaments permanents d'aquest antic materialisme tot el pensament de dos mil anys de desenvolupament de la filosofia i de les ciències naturals, així com la història d'aquests dos mil anys. [El materialisme] ja no és una filosofia, sinó una perspectiva mundial, que ha d'establir la seva validesa i ser aplicat, no en una ciència de les ciències, separada, sinó en les ciències reals. Per tant, la filosofia es sublata aquí, és a dir, "és superada i conservada"; superar pel que fa a la seva forma i conservada pel que fa al seu contingut real. 

### Vladimir Lenin

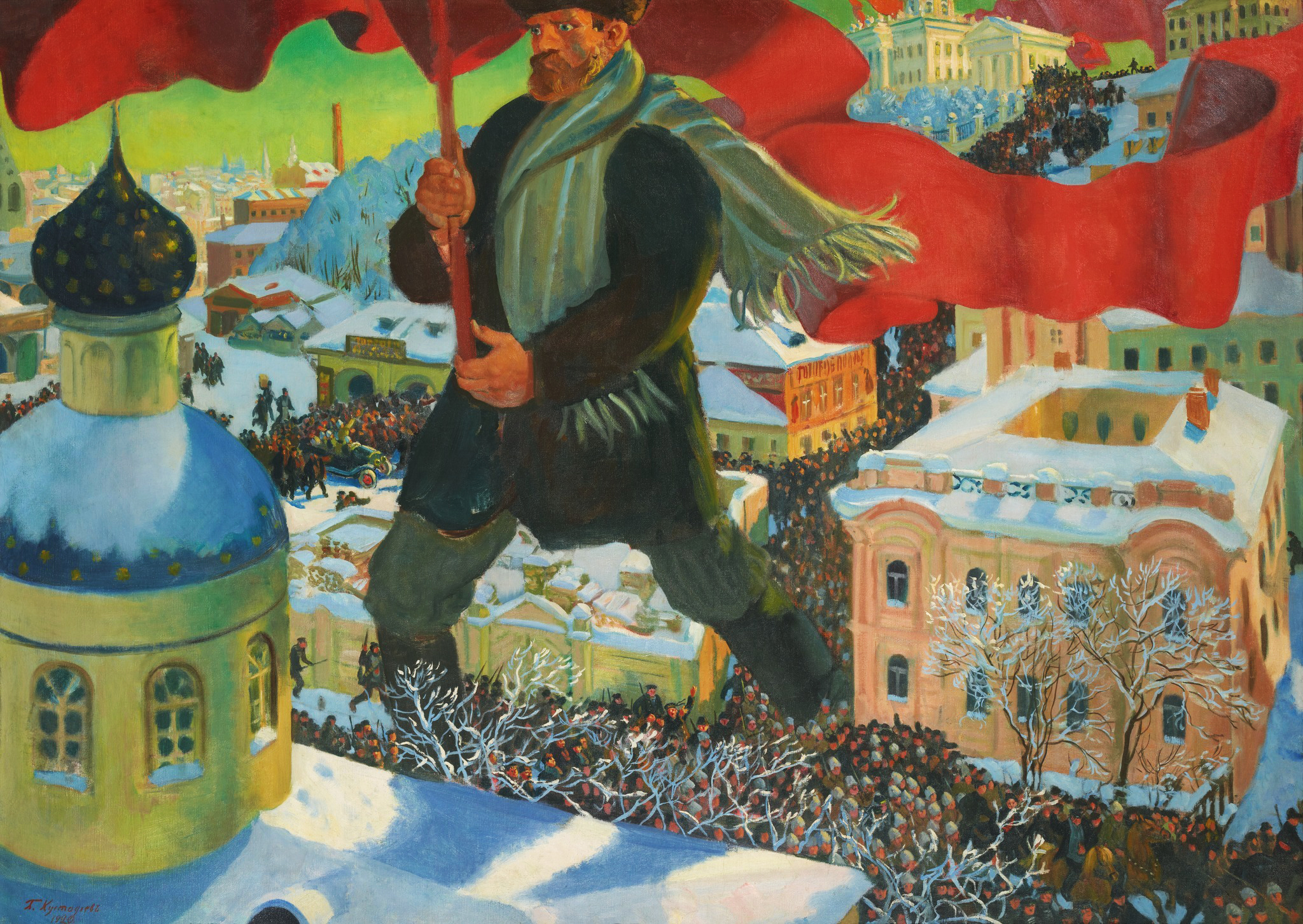
La pintura Bolxevic de Boris Kustodiev representa un revolucionari bolxevic, amb la bandera vermella, mirant a una església ortodoxa oriental.

Com a revolucionari, Vladimir Lenin va dir que un veritable comunista sempre promouria l'ateisme i combatre la religió, perquè és l'opi psicològic que roba a la gent de la seva agència humana, de la seva voluntat, com a homes i dones, de controlar la seva pròpia realitat. Per refutar la legitimitat política de la religió, Lenin va adaptar l'ateisme de Marx i Engels a l'Imperi Rus. A "Socialisme i religió", sobre la funció de control social de la religió, Lenin va dir: 
 La religió és una de les formes d'opressió espiritual, que a tot arreu pesa a les masses del poble, sobrecarregats pel seu treball perpetu per als altres, per la seva voluntat i aïllament. La impotència, de les classes explotades en la seva lluita contra els explotadors, inevitablement, dona lloc a la creença en una vida millor després de la mort, ja que la impotència del salvatge en la seva batalla amb la Natura dona lloc a la creença en déus, dimonis, miracles i similars.

Aquells que treballen i viuen en desitjos d'altri tota la seva vida, se'ls ensenya, per religió, a ser submís i pacient mentre està aquí a la terra, i tenir confort amb l'esperança d'una recompensa celestial. Però els que viuen del treball dels altres se'ls ensenya, per religió, a practicar la caritat mentre es troben a la terra, oferint-los una manera molt barata de justificar tota la seva existència com a explotadors i vendre, a un preu moderat, entrades al cel. La religió és opi per a la gent. La religió és una espècie de beguda espiritual, en què els esclaus del capital ofeguen la seva imatge humana, la seva demanda d'una vida més o menys digne. 
 Atès que la ideologia social de l'Església ortodoxa oriental donava suport a la monarquia tsarista, anul·lar la credibilitat de la religió anul·laria la legitimitat política del tsar com a cap d'estat rus. A la pràctica, l'ateisme científic és un mitjà de lluita de classes per vetar l'autoritat de la classe dirigent que vivia del treball de la classe obrera i el proletariat, perquè tota l'activitat intel·lectual era feta per al manteniment dels interessos de classe. Per tant, els debats teòrics sobre el control sobrenatural dels assumptes humans a la Terra només tenen sentit ignorant la pobresa material que viuen la majoria de russos. En aquest cas, l'ateisme científic es va convertir en una base filosòfica del marxisme-leninisme, la ideologia del Partit Comunista a Rússia, a diferència de la irreligió més suau i anti-religió dels partits comunistes no russos.
Per establir un estat socialista a Rússia, Lenin va advocar per la difusió de l'ateisme científic com una "necessitat urgent" per al Partit Comunista; i va rebutjar la proposta d'Anatoli Lunatxarski de que els bolxevics aprofitessin la construcció de Déu (de la "religió de la humanitat" de Feurbach), que "conreava en les masses l'emoció, els valors morals, i el desig" i incloure aquests religiosos a la revolució. Políticament, Lenin "va apel·lar a l'ateisme militant com a criteri per a la sinceritat dels compromisos marxistes, com a principi de prova", tot i que exigir l'ateisme de possibles revolucionaris va alienar "alguns dels simpatitzants, d'esquerres, però religiosos [i] creients intel·lectuals, treballadors o camperols "; per tant, un veritable comunista és ateu.

## Unió Soviètica

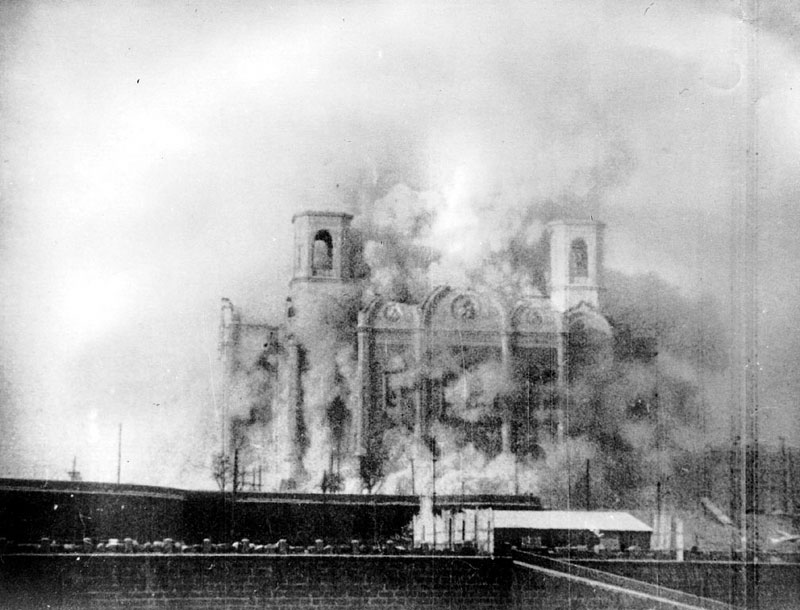
El 1931, Joseph Stalin va ordenar la demolició de la Catedral de Crist Salvador a Moscou

Les polítiques pragmàtiques de Lenin i el Partit Comunista indicaven que la religió era tolerada i suprimida segons el que requerissin les condicions polítiques, tot i així va romandre l'ideal d'una societat oficialment ateu. Als russos, Lenin va comunicar la cosmovisió atea del materialisme: 
 El marxisme és materialisme. Com a tal, és tan implacablement hostil a la religió com el materialisme dels enciclopedistes del segle xv o el materialisme de Feuerbach. Això no té cap dubte. Però el materialisme dialèctic de Marx i Engels va més enllà dels Enciclopèdics i Feuerbach, ja que aplica la filosofia materialista al domini de la història, al domini de les ciències socials. Hem de combatre la religió, és a dir, l'ABC de tot materialisme i, en conseqüència, del marxisme. Però el marxisme no és un materialisme que s'hagi aturat a l'ABC. El marxisme va més enllà. Diu: "Hem de saber com combatre la religió i, per fer-ho, hem d'explicar de manera materialista la font de la fe i la religió entre les masses. La lluita contra la religió no es pot limitar a la predicació ideològica abstracta i no s'ha de reduir a tal predicació. Ha d'estar vinculat a la pràctica concreta del moviment de classe, que té com a objectiu eliminar les arrels socials de la religió" 
 L'establiment d'una societat socialista a Rússia va obligar a canviar la consciència sociopolítica del poble, de manera que la lluita contra la religió, el misticisme i el sobrenatural era un requisit filosòfic d'adhesió al Partit Comunista. Per Lenin, el veritable socialista és un revolucionari que sempre combat la religió i el sentiment religiós com a enemics de la raó, la ciència i el progrés socioeconòmic.
Les campanyes anti-religioses del govern bolxevic presentaven propaganda, legislació antireligiosa, educació universal secular, discriminació antireligiosa, assetjament polític, detencions continuades i violència política. Inicialment, els bolxevics esperaven que la religió desapareixeria amb l'establiment del socialisme, per tant, després de la Revolució d'Octubre, toleraven la majoria de les religions, llevat de l'Església ortodoxa oriental que donava suport a l'autocràcia tsarista. No obstant això, a la fi dels anys vint, quan la religió encara no havia desaparegut, el govern bolxevic va començar campanyes anti-religioses (1928-1941) que perseguien "bisbes, sacerdots i creients" de totes les denominacions cristianes i els van "detenir i enviar a camps de treball". A l'est, els sacerdots llatins budistes "van ser reduïts a Mongòlia, per part del NKVD en concert amb la seva filial local, executats allà mateix o enviats a la Unió Soviètica per afusellar-los o morir amb treball dur en el sistema GULAG" de camps de treball; i el 1941, quan l'Alemanya nazi va envair la Unió Soviètica, s'havien tancat 40.000 esglésies i 25.000 mesquites i s'havien convertit en escoles, cinemes i clubs, magatzems i botigues de cereals o museus d'ateisme científic.
El 1959, el curs acadèmic Fonaments d'Ateisme Científic (Osnovy nauchnogo ateizma) va ser "introduït al currículum de totes les institucions d'ensenyament superior" a la Unió Soviètica. El 1964, es va fer obligatori per a tots els alumnes després d'una "escassa resposta dels estudiants".